# Paolo Cortesi

Libri sententiarum

Paolo Cortesi (1465 – 1510) was een humanist uit Rome die -naast zijn levenswerk De Cardinalatu- nog enkele traktaten, waaronder zijn bekende discussie met Angelo Poliziano naliet. Naast schrijver zijn had hij ook nog een carrière aan de Curia.

## Biografie
Veel is er over het privéleven van Paolo Cortesi niet bekend. Op professioneel vlak maakte hij deel uit van het artistiek-intellectueel milieu onder Paus Julius II. Aan de pauselijke Curia maakte hij carrière als scriptor in 1481 en later is hij opgeklommen naar de post van Apostolisch secretaris in 1498.
In 1490 werd zijn eerste humanistische traktaat uitgeven: De Hominibus Doctis Dialogus. Voor dit traktaat verbleef hij lange tijd in Florence, om aan het hof van de Medici de exuberante levensstijl te bestuderen van Lorenzo 'Il Magnifico' (1449-1492). Tijdens zijn verblijf daar kwam hij in contact met de Florentijnse hofcultuur, zo tenniste hij tegen de Medici familie (voor grof geld) wat toch aantoont dat hij een zeker aanzien had.
Ook in Rome kwam hij in aanraking met een hofcultuur, namelijk dat van de paus. Door zijn administratieve functie aan de Curia kwam hij met vertegenwoordigers van alle lagen van de bevolking in contact. Zo had hij een goede visie om als basis te gebruiken voor zijn levenswerk De Cardinalatu.
Naast dit bekende werk had Cortesi nog enkele traktaten geschreven.
Een tweede gekend geschrift van Cortesi is Liber Sententiarum (1504). Dit theologisch tekstboek handelt over de christelijke doctrine en is geschreven als een commentaar op de tekst van Petrus Lombardus (Libri quattuor sententiarum).

## De Cardinalatu (Over het kardinalaat)
Cortesi schreef dit werk met de bedoeling een norm te stellen voor het leven van de kardinaal. Het boek was dus bedoeld voor een select publiek, aangezien er in Rome toen slecht 34 kardinalen waren. Helaas heeft hij zelf de uitgave van zijn boek niet kunnen meemaken, aangezien hij kort daarvoor het leven liet. Het -dankzij de steun van kardinaal Ascanio Sforza- in 1510 gepubliceerde werk was opgedragen aan Julius II.
Het werk bestaat uit drie volumes: Ethicus et contemplativus, Oeconomicus en Politicus. Het eerste deel (Ethicus et contemplativus, ethiek en beschouwing) handelt over hoe de kardinaal als individu juist moet handelen. In het tweede deel (Oeconomicus, beleid van een huishouden) gaat Cortesi dieper in op hoe de kardinaal zijn huishouden moet organiseren. Het derde en laatste volume (Politicus) gaat over de kerkelijke en politieke plichten in de samenleving. Kortom, er wordt een volledig arsenaal aan thema's aangesneden, om een zo compleet mogelijk beeld te geven van hoe de kardinaal zou moeten leven.
Dit werk wordt vaak als voorloper gezien van Il libro del Cortegiano geschreven door Baldassare Castiglione. In beide werken wordt namelijk een beeld/norm opgezet van een nieuw type mens: de kardinaal (bij Cortesi)/ de hoveling (bij Castiglione).

### De Domo
Binnen het geheel van adviezen zit ook een stuk dat handelt over de woning van de kardinaal, namelijk: De Domo (in het tweede boek Oeconomicus). Hierin beschouwt Cortesi het kardindaalspaleis als een klein vorstenhof dat aan allerlei eisen moet voldoen om een waardig huis te zijn voor een heerser.
Inhoud van De Domo:
1. Qualis Esse Debeat Domus Cardinalis: Hoe de kardinaal zou moeten wonen.
2. Ratio Aspectus Coeli: Oriëntatie ten opzichte van de zon.
3. Ratio Ventorum: Oriëntatie ten opzichte van de wind.
4. Descriptio Domus: Plan van de woning.
5. De Ornamento Domus: Over de decoratie van het paleis.
6. Ornamenta Interiora: Decoratie van het interieur.

Het is belangrijk te weten dat Cortesi deze tekst niet schreef als een architect naar andere architecten, maar als een gebruiker naar andere gebruikers, Cortesi wil namelijk -zoals hierboven vermeld is- een norm maken voor het leven van de kardinaal, waarvan de woning ook een klein deel van uitmaakt.
Daarom wordt deze tekst dan ook vaak in de architectuurtheorie bovengehaald als een voorbeeld van hoe een type gedefinieerd wordt binnen een culturele context.

## Polemiek omtrent Imitatio
Een bepaalde briefwisseling tussen Cortesi en Poliziano die handelde over het al dan niet imiteren van klassieke auteurs werd vaak bestudeerd, maar dan voornamelijk binnen de literatuurkritiek. Dit doordat het een van de vroegste discussies is omtrent het item Imitatio, hier in de literaire optiek. In de teksten wordt telkens een verwijzing naar Marcus Tullius Cicero aangehaald. Zo is volgens Poliziano de beste manier om een goede stijl te verkrijgen het lezen en analyseren van een aantal goede modellen (waaronder bijvoorbeeld Cicero); de stijl die men aanneemt volgt op natuurlijke wijze uit hetgeen men leest. Cortesi gaat hierop in, hij stelt dat Cicero alleen -hij had namelijk de beste stijl- zou volstaan als model voor het schrijven. Poliziano speelt dus meer in op het talent van de schrijver zelf, terwijl Cortesi Cicero als absoluut beschouwt.
- Biblioteca Nacional de España: XX4883284
- Bibliothèque nationale de France: cb103044958 (data)
- Catàleg d'autoritats de noms i títols de Catalunya: 981058518773806706
- Gemeinsame Normdatei: 104207086
- International Standard Name Identifier: 0000 0001 1609 7992
- Library of Congress Control Number: no2001092358
- Nationale Bibliotheek van Tsjechië: ola2013788983
- Nationale Bibliotheek van Israël: 987007438906005171
- Istituto Centrale per il Catalogo Unico: BVEV021437
- Système universitaire de documentation: 14640467X
- Virtual International Authority File: 192030088
- WorldCat: E39PBJg8yDpvqbyCvFDK67dJDq